# Michael Hillen (Lyriker)
Michael Hillen (* 30. Juni 1953 in Bonn) ist ein deutscher Lyriker.

## Leben
Michael Hillen besaß bis zum Jahr 1979 die belgische Staatsangehörigkeit; sein Vater stammte aus Antwerpen. Nach einer Verlagsausbildung (im Nebenverdienst Arbeit als Hilfsschuster) war Hillen bis 1977 in einem sonderpädagogischen Verlag beschäftigt. Bis zum Jahr 2005 war er als Lektor, Korrektor und Bibliothekar tätig. Seit den 1970er-Jahren veröffentlicht er Gedichte in Zeitungen, Anthologien, Jahrbüchern (u. a. in Muschelhaufen) und in Literaturzeitschriften, so zum Beispiel in Ort der Augen, Ostragehege, Signum, Wespennest, Zeichen & Wunder und Lichtungen sowie im belgischen Forum für junge Literatur Krautgarten. In der Zeitschrift für Literatur und bildende Kunst Der Mongole wartet erschien seit 1997 (bis zur Einstellung der Zeitschrift 2013) eine breite Auswahl seiner Lyrik. Von 1983 bis 1998 war er Mitglied im Werkkreis Literatur der Arbeitswelt; Beiträge in verschiedenen Werkkreis-Anthologien, erschienen im Fischer Taschenbuch Verlag, Frankfurt/Main.
Hillen verfasste zunächst Gedichte, „die formal geschult sind an den Versen Erich Frieds und Kurt Tucholskys“. Er thematisiert seine Inhalte „mit sprachlicher Präzision und Überzeugungskraft“ und „protokolliert in einer überwiegend einfachen, aber äußerst subtilen Sprache, die durchsetzt ist von einer gelegentlich bitterbösen Ironie.“

Oft sind Trauer und Leid Ausgangspunkt seiner Reflexionen. Es gelingt ihm, 

„genaue Beobachtungen der Wirklichkeit in wenigen Worten greifbar zu machen – und, ohne in das Pathos großer Begriffe zu verfallen, die häufig in dieser Wirklichkeit latent vorhandene, im Alltag verdrängte Erinnerung an die Gewalt zu wecken, auf der diese (soziale) Wirklichkeit beruht.“

Er „ist ein feiner Beobachter, der wirklich Anteil nimmt und dem selbst ein altes Ehepaar, das sich um seine Balkonblumen kümmert, während ringsum schon die Abrissbirne wütet, Grund für ein Gedicht ist.“
Auf den ersten Blick erscheinen seine Gedichte wie beiläufige Beobachtungen, „aber gerade aus ihrer Unaufdringlichkeit erstrahlt jener seltsam auratische Schimmer, der einen immer wieder staunen lässt, wie viel Energie in den Worten steckt, wenn sie auf richtige Weise gefügt werden.“
In den „Wundbildern“ „werden jene letzten Fragen an das Leben gestellt, die sich nur mit tiefer und wertschätzender Einsicht in die Conditio humana aussprechen und angemessen besprechen lassen“.

„Hillens Gedichte sind weit davon entfernt, rätselhaft zu sein, vielmehr offenbaren sie die Tiefe, die sich hinter einer schnell abgeurteilten Oberfläche verbirgt. In vielen Gedichten gelingt es Hillen, die Ahnung eines langen, wechselvollen Lebens in wenigen Zeilen aufscheinen zu lassen und damit gleichsam ein Tor zu öffnen, die Schwelle zu offenbaren, an der Schönheit und Grausamkeit der Vergänglichkeit sich zugleich zeigen.“

Zum Band „Stockrosen. Gedichte“, den Hillen („ein Meister der subtilen Beobachtung“) gemeinsam mit dem Bildenden Künstler Peter Marggraf veröffentlichte, schreibt der WDR-Rezensent Matthias Ehlers abschließend, er sei „der unumstößlichen Meinung“, „dass ein E-Book niemals das konventionelle Buch wird verdrängen können, wenn es so exzellent gearbeitet ist wie ‚Stockrosen‘. Never ever.“ – Eine die gesamte Entstehung des Künstlerbuchs dokumentierende Kassette ist aufbewahrt im Deutschen Buch- und Schriftmuseum Leipzig (Sammlung Hartmann).
Zum Gedichtband „Wo das Gestern geblieben ist“ stellt der ehem. Dozent für Literatur- und Medienwissenschaft und ihre Didaktik Günter Rinke fest, „der spezifische Rhythmus dieser Gedichte entsteht nicht durch die bekannten Versmaße, sondern vielmehr durch die Gliederung der Rede in Versen an sich. Sie weiche in Gedichten, so der Lyriktheoretiker Dieter Lamping, ‚durch ihre besondere Art der Segmentierung rhythmisch von normalsprachlicher Rede‘ ab. Das Prinzip dieser Segmentierung sei die Setzung von Pausen, die durch den Satzrhythmus der Prosa nicht gefordert werde.“
Michael Hillen wurde 2009 mit einem Sonderpreis der Literaturzeitschrift Dulzinea ausgezeichnet. Er ist verheiratet und lebt in Bonn.

## Werke
- Der Hantelkönig. Gedichte. Protext-Verlag, Bonn 1994, ISBN 3-929118-03-3.
- In den Engen der Straßen. Gedichte. Protext-Verlag, Bonn 1996, ISBN 3-929118-04-1.
- Am Wegrand ein Judasbaum. Gedichte. Alkyon-Verlag, Weissach i.T. 2000, ISBN 978-3-929118-06-3.
- Ablegende Schiffe. Gedichte. Silver-Horse-Edition, Marklkofen 2009, ISBN 978-3-937037-28-8.
- Beschattete Erinnerungen. Gedichte. Silver-Horse-Edition, Marklkofen 2011, ISBN 978-3-937037-46-2.
- Frau Röntgens Hand. Gedichte. Edition Keiper, Graz 2012, ISBN 978-3-9503337-4-9.
- Die Kartoffelesser. Gedichte. Illustrationen: Xenia Pankowa. Carl-Walter Kottnik (Hg.), Hamburg 2015.
- Wundbilder. Gedichte. Mit einer Radierung von Peter Marggraf, hg. v. Hans Georg Bulla. San Marco Handpresse, Bordenau/Venezia 2016.
- Antonia und andere Frauengeschichten. Gedichte. Verlag Traian Pop, Ludwigsburg 2018, ISBN 978-3-86356-195-6.
- Stockrosen. Gedichte. Mit Aquarellen von Peter Marggraf, hg. v. Hans Georg Bulla. San Marco Handpresse, Bordenau/Venezia 2020.[11]
- Wo das Gestern geblieben ist. Gedichte. Verlag Königshausen & Neumann, Würzburg 2021, ISBN 978-3-8260-7426-4.[12][13][14][15]

Anthologien (Auswahl)
Bonner Bogen. Literarisches von A (wie Beethoven) bis Z (wie Westerwelle). Hrsg. von Harald Gesterkamp und Monika Littau. Verlag Elsinor: Coesfeld 2025.
- Figuren im Raum. Gedichte und Texte zu Arbeiten von Peter Marggraf (Reihe i libri bianchi, Bd. 50). Hrsg. von Hans Georg Bulla. San Marco Handpresse: Bordenau/Venezia 2022.
- So weiss das Papier. Von Wörtern, Bildern und Büchern. Eine Anthologie (Reihe i libri bianchi, Bd. 30). Hrsg. von Hans Georg Bulla. San Marco Handpresse: Bordenau/Venezia 2019.
- Poesiealbum neu. Tugenden & Sünden. Gedichte. Hrsg. von der Gesellschaft für zeitgenössische Lyrik e.V. Edition kunst & dichtung: Leipzig 2016.
- Wintergarten. Gedichte/Fotografien. Hrsg. von H.D. Gölzenleuchter. Edition Wort und Bild: Bochum 2011.
- Weil du die Welt bist. Neue Liebesgedichte. Hrsg. von Helwig Brunner u. a. Edition Keiper: Graz 2011.
- Moderne Weihnachtslyrik. 30 ausgewählte Gedichte aus dem Wettbewerb zum Santa-Claus-Preis 2009. Hrsg. von der Zeitschrift Dulzinea. Fulda 2009.
- An Deutschland gedacht. Lyrik zur Lage des Landes. Hrsg. von Axel Kutsch. Ralf Liebe, Edition Landpresse: Weilerswist 2009.
- Zeit.Wort. Deutschsprachige Lyrik der Gegenwart. Hrsg. von Axel Kutsch. Landpresse: Weilerswist 2003.
- Blitzlicht. Deutschsprachige Kurzlyrik aus 1100 Jahren. Hrsg. von Axel Kutsch. Landpresse: Weilerswist 2001.